# Râul Ampoița
Râul Ampoița este un curs de apă, afluent al râului Ampoi. Pe cursul inferior s-a dezvoltat un sistem de chei săpate în calcare. Cheile Ampoiței au statut de rezervație naturală. 

## Hărți
- Munții Trascău  Arhivat în 11 octombrie 2008, la Wayback Machine.
- Harta Munții Apuseni
- Harta Județul Alba